# Феррит меди(II)
Феррит меди(II) — неорганическое соединение,
комплексный оксид меди и железа с формулой CuFe2O4,
чёрные кристаллы.

## Физические свойства
Феррит меди(II) образует чёрные кристаллы
кубической сингонии,
пространственная группа F d3m,
параметры ячейки a = 0,8462 нм, Z = 8.